# Aeroporto di Marrakech-Menara
L'aeroporto di Marrakech-Menara (IATA: RAK, ICAO: GMMX) è un aeroporto marocchino situato 3 km a sud-ovest della città di Marrakech, capoluogo della regione Marrakech-Safi, e principale scalo della città del paese nordafricano.
Qui transitano all'anno circa 4 milioni di passeggeri con oltre 31.500 movimenti di aeromobili.
L'aeroporto gestisce molti voli da e per l'Europa così come i voli da Casablanca e da diverse nazioni arabe. L'aeroporto è situato ad un'altitudine di 471 metri e dispone di tre terminal passeggeri formali, ma due di essi sono comunque organizzati a formare un unico grande terminal. I terminali T1 e T2 esistenti offrono uno spazio di 42.000 m2. Il terzo terminal è stato inaugurato a dicembre 2016 per far fronte alla crescita del traffico passeggeri e sostenere lo sviluppo turistico della città, offrendo uno spazio di 57.000 m2. La pista asfaltata è lunga 4,5 km e larga 45 m. L'aeroporto dispone di parcheggio per 14 Boeing 737 e 4 Boeing 747. Il terminal merci separato, dispone di 340 m2 di spazio coperto.